# Víctor Polay Campos
Víctor Polay Campos (Callao, 6 april 1951) is een Peruaans terroristenleider. Hij was een van de oprichters en leiders van de Revolutionaire Beweging Tupac Amaru. Hij werd in 1992 gearresteerd. Sindsdien zit hij een gevangenisstraf van 35 jaar uit.

## De jeugd van Polay Campos
De grootvader van Polay was Po Leysen, een Chinese koelie die in 1864 aankwam in Peru en aan werk geraakte in een suikerfabriek in Trujillo. Diens zoon, Víctor Polays vader Victor Polay Risco, was mede-oprichter van de Amerikaanse Populaire Revolutionaire Alliantie (APRA). Hij maakte zich sterk voor de rechten van arbeiders en zette zich in voor scholing en alfabetisering van de werkende klasse.
Víctor Polay Campos genoot een goede opleiding. Hij studeerde in Madrid en in Parijs, waar de latere president Alan García zijn kamergenoot was. Zowel García als Polay Campos waren actieve jongeren bij de APRA.

## Oprichting van Tupac Amaru
In 1982 keerde Polay Campos terug naar Peru, waar hij samen met Néstor Cerpa Cartolini en Miguel Rincón in 1983 Tupac Amaru oprichtte omdat de economische en maatschappelijke veranderingen die via de weg van de APRA werden ingezet ze niet snel genoeg gingen. Ze wilden met Tupac Amaru de corruptie bij de Peruaanse overheid bestrijden, waarbij ze de Amerikaanse economische invloed als boosdoener zagen en het marxisme als oplossing. Zij zagen de overheid als een onderdrukkende macht, en meenden dat die het best bestreden kon worden door mensen aan te vallen die geld en macht hadden.
Toen zijn vriend Alan García in 1985 president werd, waarschuwde hij hem dat hij een jaar de tijd had om de gewenste hervormingen door te voeren. Toen dit niet naar zijn tevredenheid verliep, startte Tupac Amaru in 1986 een guerrillacampagne met als doel de regering omver te werpen.

## Arrestaties en veroordeling
Op 3 februari 1989 werd Polay Campos in een hotel te Hunacayo gearresteerd. Hij werd veroordeeld tot een levenslange gevangenisstraf, die hij moest uitzitten in de Canto Grande-gevangenis in Lima. In juli 1990 wist hij echter met tientallen andere gevangen Tupac Amaru-strijders te ontsnappen via een tunnel die met hulp van buiten was gegraven. Hij nam het leiderschap van Tupac Amaru weer op. Op 10 juni 1992 echter werd hij nogmaals gearresteerd. De autoriteiten namen geen risico meer, en zetten hem in isolatie vast in de maximaal beveiligde gevangenis van Callao.
Sindsdien zijn er meerdere pogingen gedaan of voorbereid om hem te bevrijden. Zo beraamde Néstor Cerpa Cartolini, die samen met hem leiding voerde over Tupac Amaru, in november 1995 een plan om Polay Campos en andere leiders uit de gevangenis te bevrijden. Het idee was dat Tupac Amaru een gijzelingsactie zou uitvoeren op het Peruaanse parlement, om zo de vrijlating van prominente leden van de guerrillabeweging af te dwingen. Het plan mislukte echter.
Ook de ingrijpende aanval op de Japanse ambassade te Lima op 17 december 1996, waarbij honderden personen werden gegijzeld, was een poging om Polay Camos samen met anderen vrij te krijgen. De actie mislukte: alle 14 gijzelnemers, een gijzelaar en twee soldaten werden gedood. De overheid oefende tijdens deze actie druk uit op Polay Campos om de gijzelneming te veroordelen. Hij weigerde dat te doen.
In 2003 dienden meer dan 5.000 personen hoger beroep in bij het Peruaanse constitutionele hof. Zij vroegen om de vonnissen tegen meer dan 1.800 veroordeelde terroristen, onder wie Polay Campos, nietig te verklaren. De rechtbank verklaarde dat de militaire processen destijds ongrondwettelijk waren geweest en beval nieuwe processen voor civiele rechtbanken. De levenslange gevangenisstraf van Polay Campos werd in 2006 omgezet in een gevangenisstraf van 32 jaar. Dit werd later verhoogd naar 35 jaar, waardoor hij in 2026 pas vrij kan komen.